# Jürgen Untermann
Jürgen Untermann (Rheinfelden, Alemania, 24 de octubre de 1928-Brauweiler, Alemania, 7 de febrero de 2013) fue un lingüista, indoeuropeísta, filólogo y epigrafista alemán.

## Biografía
Discípulo de Hans Krahe y de Ulrich Schmoll, estudió en las universidades de Fráncfort y de Tübingen, siendo Catedrático de Lingüística Comparada en la Universidad de Colonia. Sus investigaciones se centran en el estudio de las «lenguas fragmentarias» (trümmersprachen en alemán) itálicas y paleohispánicas, llegando a ser considerado la máxima autoridad en el estudio de las inscripciones paleohispánicas, especialmente de las ibéricas, destacando su edición del corpus de inscripciones paleohispánicas (Monumenta Linguarum Hispanicarum) y su sistematización de la onomástica íbera.
Desde 1994 era miembro correspondiente de la Real Academia de la Historia de Madrid.
Falleció el 7 de febrero de 2013 en la localidad alemana de Brauweiler a los 84 años de edad.

## Publicaciones
- Die vorgriechischen Sprachen Siziliens. Wiesbaden, 1958
- Die venetischen Personennamen . Wiesbaden, 1961
- Elementos de un atlas antroponímico de la Hispania Antigua. Madrid, 1965
- Monumenta Linguarum Hispanicarum. I. Die Münzlegenden. Wiesbaden, 1975
- Monumenta Linguarum Hispanicarum II: Die Inschriften in iberischer schrift aus Südfrankreich. Wiesbaden, 1980
- Monumenta Linguarum Hispanicarum III: Die iberischen inschriften aus Spanien. Wiesbaden, 1990
- Monumenta Linguarum Hispanicarum IV: Die tartessischen, keltiberischen und lusitanischen inschriften. Wiesbaden, 1997
- Wörterbuch des Oskisch-Umbrischen. Heidelberg, 2000

## Premios
- 2010 Premio Príncipe de Viana

## Fotografías
- Jürgen Untermann en su investidura como doctor honoris causa por la Universidad de Santiago de Compostela el 9 de mayo de 2003.

- Datos: Q64378